# Sneeuwpop

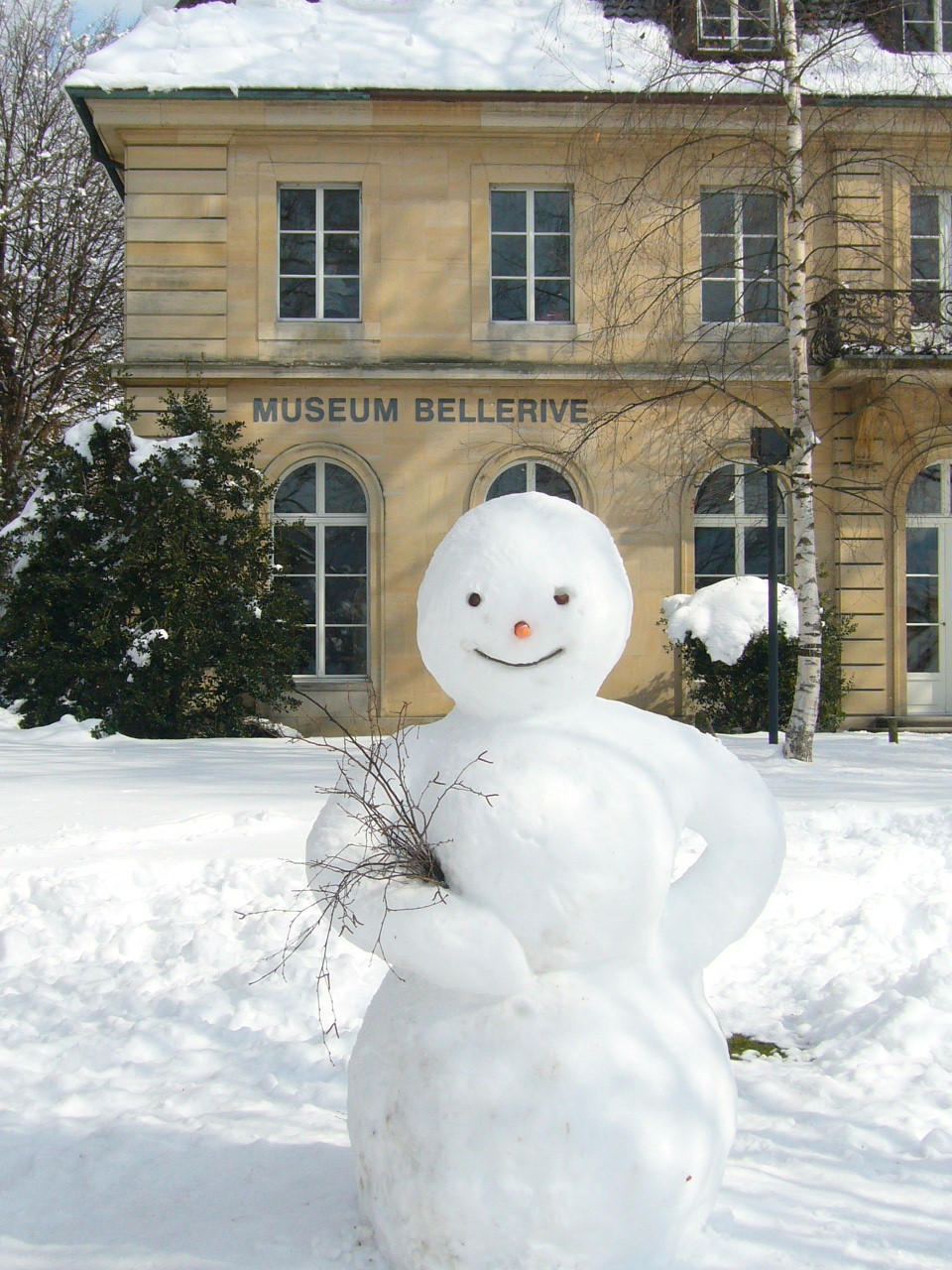
Sneeuwpop

Een sneeuwpop, vooral gebruikelijk in Nederland, of sneeuwman, meest gangbare in België, is een menselijke gedaante van sneeuw, meestal door kinderen gemaakt. De 'klassieke' sneeuwpop bestaat uit drie grote bollen van sneeuw. De onderste, de grootste, stelt het onderlichaam voor. De middelste, zowel in hoogte als in grootte, is het middenlijf. De bovenste is de kleinste en stelt het hoofd voor. De onderste bol is in het algemeen voor de stevigheid het grootst. 
De bollen van sneeuw worden gemaakt door een handgeknede sneeuwbal door de sneeuw te rollen. Als de bol geleidelijk zwaarder wordt, zal door het eigen gewicht de nieuw aangeplakte sneeuw beter aandrukken. Om het hoofd een gezicht te geven wordt het voorzien van twee ogen gemaakt van bijvoorbeeld twee steenkooltjes. Voor de neus wordt vaak gebruikgemaakt van een wortel of winterpeen. De mond kan van knopen worden gemaakt. De pop krijgt vaak een sjaal om zijn nek. De maker offert hiervoor soms zijn eigen sjaal op. En ten slotte krijgt hij een bezem die in de zijkant wordt gestoken. De sneeuwpop kan daarna nog verder worden versierd.
De Amerikaanse uitvinder Ignacio Marc Asperas kreeg in 2011 een patent op een techniek om 'perfecte' sneeuwpoppen te bouwen. De 25 pagina's tellende werkbeschrijving beschreef onder andere hoe perfect symmetrische bollen voor het lichaam konden worden gerold, en op welke wijze de lichaamsdelen zoals armen en schouders gevormd dienden te worden.
Sjeik Mohammed Saleh Al Minjed uit Saoedi-Arabië sprak in 2015 een fatwa over het bouwen van sneeuwpoppen uit. Het afbeelden van levende wezens in sneeuw zou tegen de islam ingaan, en werd daarom niet toegestaan. Hij stelde als alternatief dat bijvoorbeeld schepen of gewassen in de sneeuw konden worden uitgebeeld.

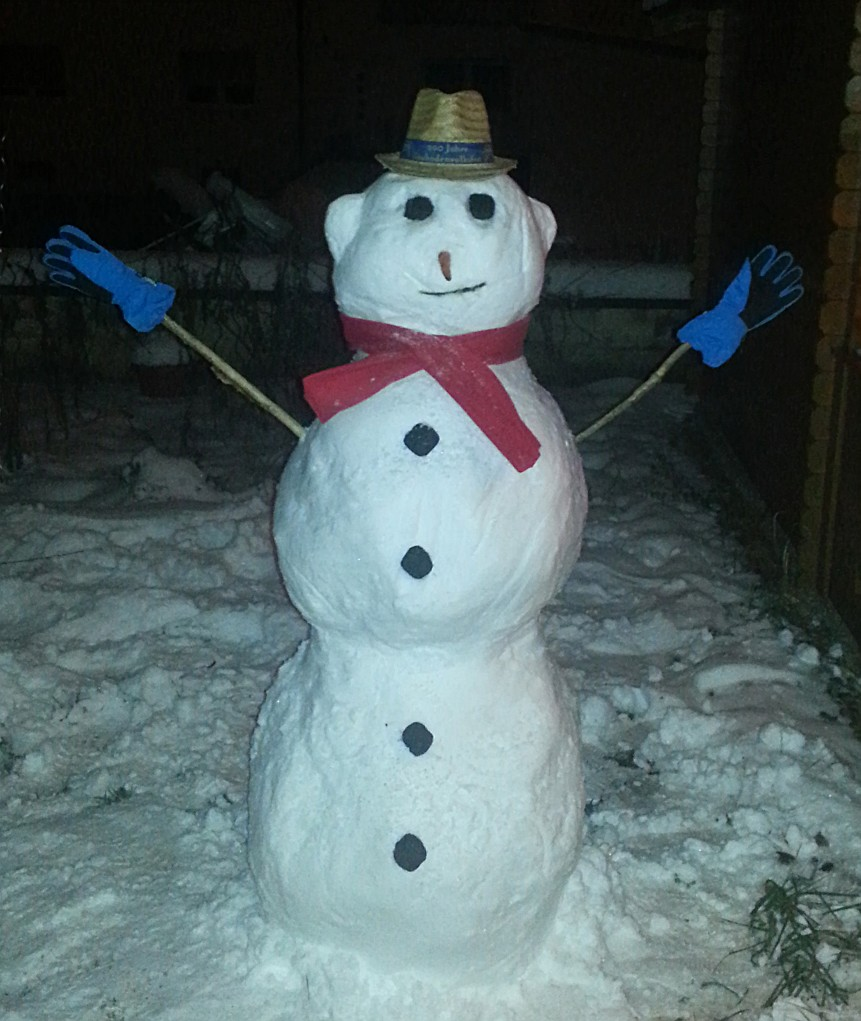
in Duitsland
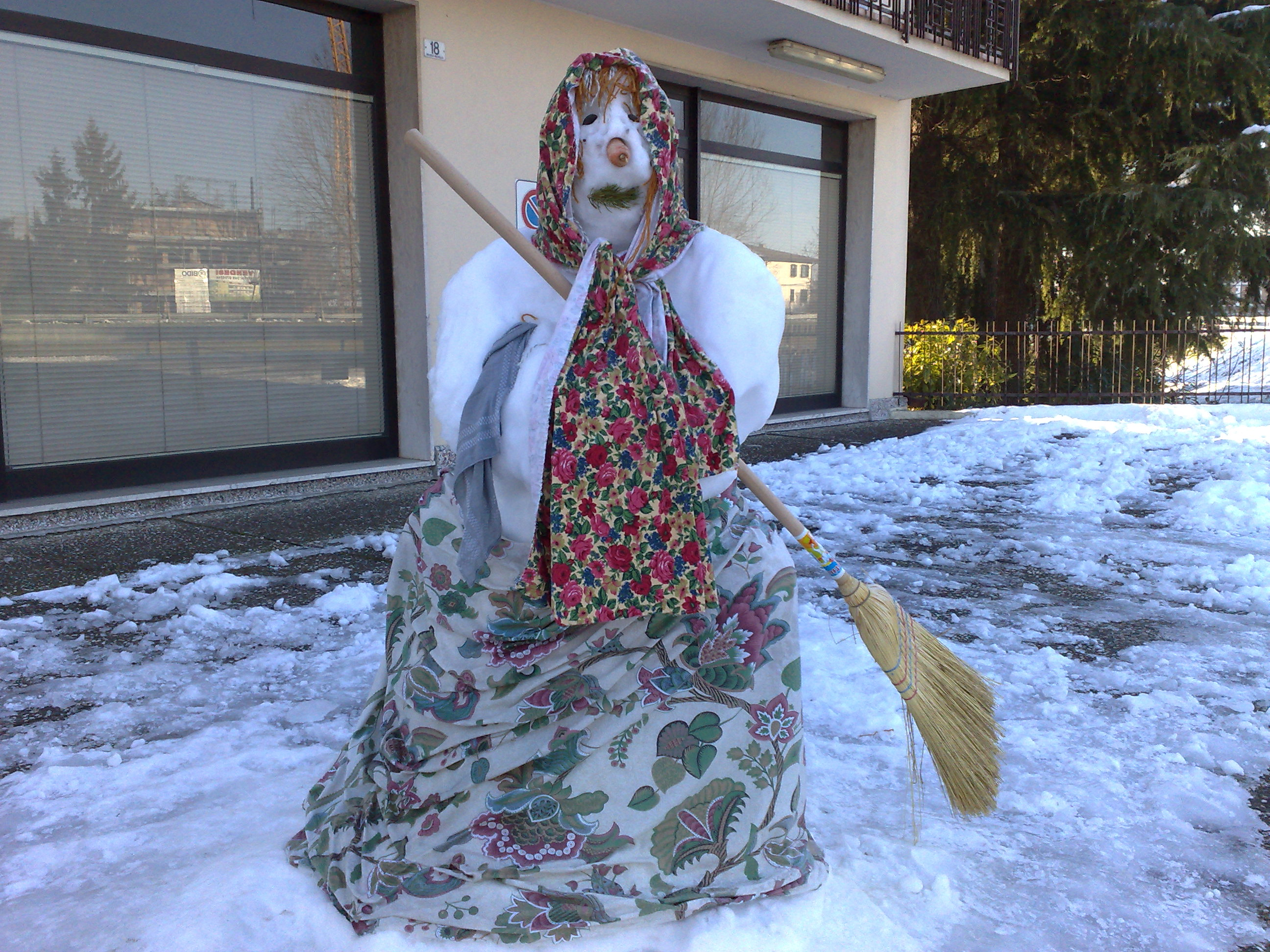
La Befana
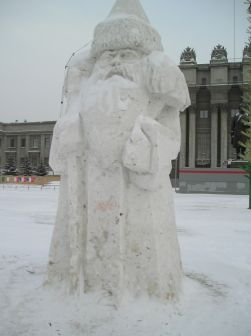
Grootvadertje Vorst

## In verhalen
- The Snowman, Engelse film uit 1982
- De sneeuwpop, sprookje van Hans Christian Andersen
- Bouli de sneeuwpop, Frans-Canadese animatieserie gemaakt tussen 1989 en 1991
- Iceman, fictieve superheld uit de strips van Marvel Comics, jaren 1960